# Trichinella spiralis

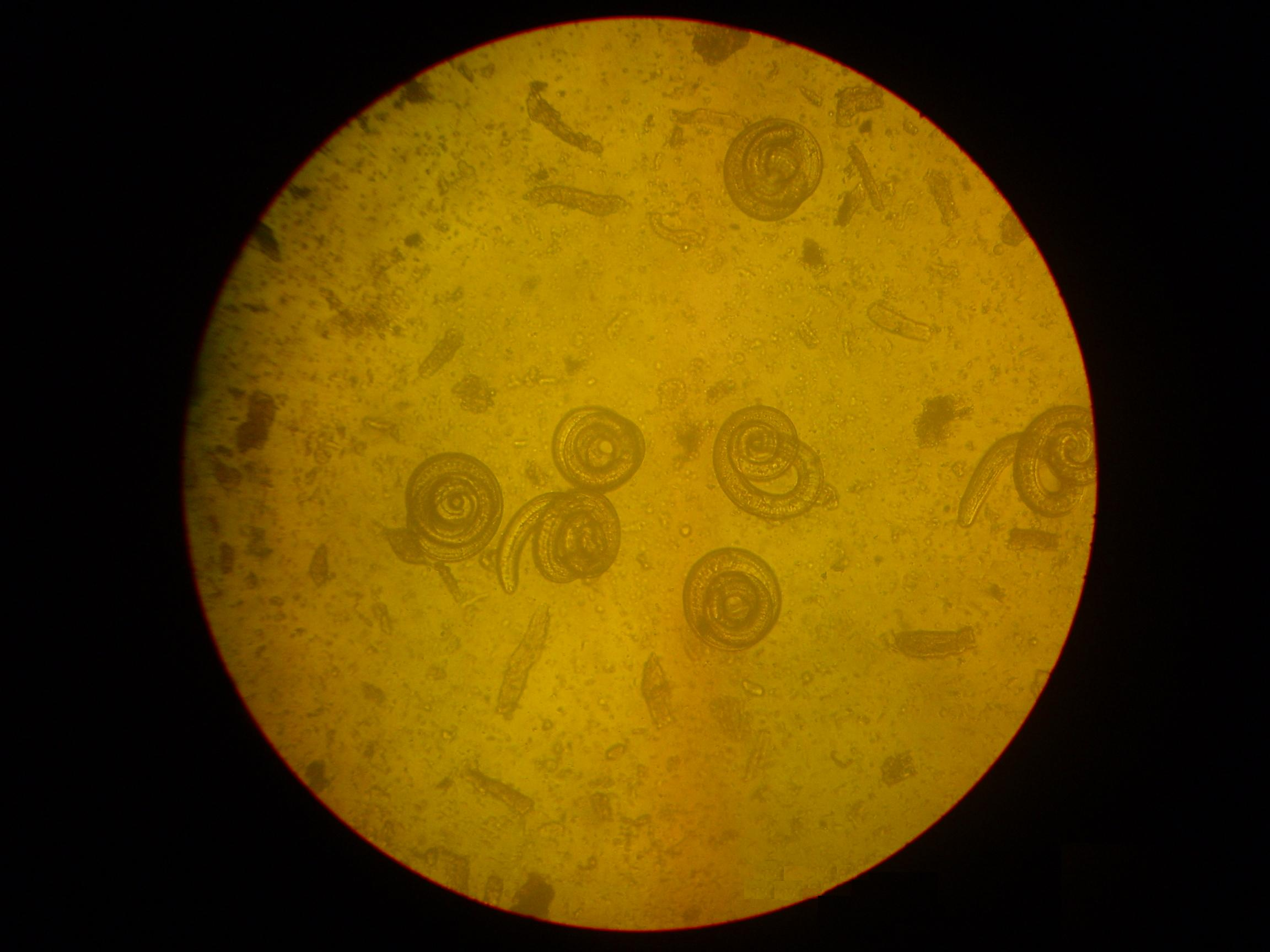
Trichinella spiralis

Trichinella spiralis este un nematod localizat intracelular, atât în stadiul larvar cât și ca adult. Parazitul este introdus în tractul digestiv uman sub formă de larvă închistată în mușchii unor animale. Sub acțiunea enzimelor digestive ale stomacului larvele sunt eliberate din chistul muscular, ajung în intestinul subțire, patrund în citoplasma enterocitelor și în decurs de 30 de ore se dezvoltă paraziții adulți. Dupa 6 zile de la acuplare, femela începe să depună larve mobile timp de 4-6 săptămâni. Larvele juvenile patrund in vasele limfatice sau sanguine, ajungând în circulația generală, care le transportă în tot organismul, părăsesc apoi circulația și intră în miocitele mature unde se închistează producând boala numită trichineloză.